# Laszy Potok
Laszy Potok (ukr. Лісопотік) – wieś na Ukrainie, w rejonie jaworowskim obwodu lwowskiego.

## Historia
Dawniej część wsi Jaśniska w powiecie gródeckim.